# Villanueva de los Infantes (Ciudad Real)
Villanueva de los Infantes és un municipi de la província de Ciudad Real a la comunitat autònoma de Castella-La Manxa. És propera a Valdepeñas, Manzanares, Tomelloso i Almagro.

## Història
A partir de la colònia romana Anticuaria Augusta, el llibert Marc Ulpi Gresari va aixecar la població de Jamila (on avui dia s'aixeca el santuari de la Verge de l'Antiga). En 1350 el rei Pere I de Castella ordena que Jamila es traslladi al costat d'una població anomenada Peñaflor a La Moralidad per raons de salubritat. És llogaret depenent de Montiel fins que es converteix en vila independent el 10 de febrer de 1421 gràcies al mestre de Santiago i infant d'Aragó, Don Enrique. En agraïment a do Enrique i als seus germans don Alonso, don Joan i don Pedro, La Moralitat va passar a denominar-se Villanueva de los Infantes per mandat del Mestre Alonso de Cárdenas en 1480.
En 1573, Felip II ordena el trasllat del Vicariat de Montiel a Villanueva de los Infantes, on va romandre fins a la seva extinció en 1875. Al voltant de Villanueva de los Infantes trobem restes prehistòriques de poblacions de l'Edat del Coure i inicis de l'edat de bronze de gran valor a la Meseta Sud, com El Castellón, el Turó dels Conejos o el Rierol del Toril, amb cronologies entre el 2500-1200 aC aproximadament. Destaquen ceràmiques campaniformes, Ciempozuelos, puntillades, etc., indústria òssia i elements de prestigi com ambre o ivori. Tot això i la seva ubicació en la vall del riu Jabalón -sobre les vies naturals est-oest i nord-sud- sembla indicar l'existència d'importants relacions amb altres regions peninsulars.
Igualment, el període ibèric -oretà, segles V-I aC- i la posterior presència romana en la vall del riu Jabalón confirmen la fertilitat de l'hàbitat, com menys fins al segle v d. de C. En aquest sentit, un dels edificis claus serà l'Edifici Columnado de Jamila del que es coneixen, almenys, dos grans fases constructives. La més moderna correspon a la Repoblació medieval (segles xiii-xiv), però materials i estructures poden remuntar els orígens del lloc a època iberoromana. En igual cas es troba el "pont de Triviño", una estructura pontuària de més de 100 metres, 6 arcs i gairebé 5 metres de calçada els orígens dels quals són romans. Posteriorment, en 1786 va sofrir una gran reconstrucció de la qual el que avui es veu és el seu major exponent. Aquesta vila va seguir creixent i va ser proclamada capital del Campo de Montiel per Felip II en 1573. Figures com sant Tomás de Villanueva, l'humanista Jiménez Patón, l'artista Francisco Cano o grans icones culturals com Francisco de Quevedo, Cervantes i Lope de Vega van convertir la vila en un important focus cultural i espiritual.
Tingué un rellevant paper estratègic i militar durant la guerra del Francès. El 1895 la reina regent Maria Cristina li va concedir el títol de ciutat i el 1974, va ser declarada Conjunt Històric-Artístic.

## Personatges il·lustres
- Tomás de Villanueva, sant (1488-1555)
- Francisco de Quevedo, escriptor, que morí a la localitat (1580 - 1645)
- Antonio García Bellido, arqueòleg (1903 - 1972)